# Wilhelm Dinesen
 Ikke at forveksle med A.W. Dinesen.
Adolph Wilhelm Dinesen (pseudonym Boganis) (født 19. december 1845 i København, død 28. marts 1895 sammesteds) var en dansk forfatter, officer, eventyrer og politiker.
Dinesen var søn af Dagmar Alvilda Dinesen og Adolph Wilhelm Dinesen og voksede op på sædegården Katholm på Djursland som anden søn i en søskendeflok på otte. Han gik dog som dreng i skole i København og var da i huset hos
generaltolddirektør grev von Sponneck.
Ligesom faderen gik Dinesen militærvejen og blev i oktober 1863 sekondløjtnant ved 9. regiment og deltog som attenårig i kampene ved Danevirke (3. februar), Sankelmark (6. februar) og Dybbøl (18. april) i 2. Slesvigske Krig i 1864, hvor han udmærkede sig. Han skrev senere bogen Fra 8. Brigade om sine oplevelser fra denne krig. I 1867 blev Dinesen premierløjtnant og gjorde tjeneste i København indtil november 1870 (tog sin afsked 1873).
Fra nytår 1871 sluttede Dinesen sig til den franske hær i den fransk-tyske krig, hvor han fik rang af kaptajn. I general Jean-Baptiste Billots stab fulgte han med østhæren og deltog i en række træfninger, indtil hæren kastedes ind i Schweiz. I marts måned tog han afsked fra den franske hær, men forblev i landet og oplevede nederlaget i Paris under Pariserkommunen, hvorom Dinesen nedskrev den eneste danske øjenvidneberetning, Paris under Communen (1873).
Samme år drog Wilhelm Dinesen til Nordamerika, hvor han først opholdt sig nogen tid i Nebraska i meget forskellige stillinger. En tid arbejdede han i pawnee-reservatet og skulle have været med på indianernes jagttur i det sydligste Nebraska, hvorunder disse blev massakreret af deres gamle fjender i lakota-stammen.:38  I perioden 1873-1874 slog sig ned i Wisconsins skove, hvor han ernærede sig som jæger. Han levede i perioder blandt indianere, og lærte deres levevis og natursyn at kende. Indianerne gav ham navnet Boganis (dvs. hasselnød), som han senere benyttede som pseudonym til Jagtbreve og Nye Jagtbreve.
Han beskriver sine motiver således:
| „ | Jeg var sjælesyg. Jeg havde deltaget i den fransk-tyske Krig, set Haabet om Oprejsning fra 1864 glippe, havde derefter været Tilskuer ved Borgerkrigen i Paris, var bleven vammel ved begge Parter. Jeg tvivlede om min egen Ævne til overhovedet at kunne udrette noget som helst; der kom nogle personlige Genvordigheder til, jeg opgav det hele og rejste til Amerika. | “ |

Han vendte i december 1874 tilbage til Danmark, hjalp sin syge fader med landbruget indtil hans død i 1876 og rejste i 1877 til Tyrkiet, hvor han fulgte med den tyrkiske hær under den russisk-tyrkiske krig på Balkan.
I 1879 købte han Rungstedlund og Folehavegård og giftede sig i 1881 med Ingeborg Westenholz, datter af Regnar Westenholz. De fik fem børn, heriblandt Karen Blixen og Thomas Dinesen.
I sin tid som godsejer blev han politisk engageret. Fra 1885 sad han i Hørsholm Sogneråd og stillede sig 1887 til Folketingsvalg i Fredensborgkredsen ligesom 1890 i Grenaakredsen, men begge gange uden held. I flere småskrifter og talrige bladartikler samt på offentlige møder udtalte Dinesen sig med stor skarphed imod Københavns Befæstning og regeringens provisoriske lovgivning, men tillige mod Venstres politiske adfærd og for indgribende økonomiske reformer. I 1892 lykkedes det ham at blive valgt til Folketinget (for Grenaakredsen) som løsgænger og arbejdede her med fredning, jagtlovgivning og forsvarspolitik indtil sit selvmord i 1895.
Wilhelm Dinesen skrev igennem hele livet, men fik særlig anerkendelse for Boganis' Jagtbreve, som løbende blev trykt i dagbladet Politiken. Disse breve peger frem mod natursynet hos bl.a. Johannes V. Jensen.
Han er begravet på Hørsholm Kirkegård og portrætteret på et maleri af Laura Sarauw (1886).

## Yderligere læsning
- "Politiken og Dannebrog", 29. marts 1895.
- Brandes, Georg: Essays, Danske Personligheder, 1889, s. 285-306 og i Samlede Skrifter, III, 1900, s. 203-217.
- Dinesen, Thomas: Boganis – Min fader, hans slægt, hans liv og hans tid, København: Gyldendal 1972.
- Buk-Swienty, Tom: Kaptajn Dinesen - Ild og blod, Gyldendal 2013.
- Buk-Swienty, Tom: Kaptajn Dinesen - Til døden os skiller, Gyldendal 2014.

## Fodnoter
1. ↑  Dinesen, Wilhelm: Boganis sidste jagtbreve, 1891-94. Erindringer fra en rejse i Amerika, 1872. København, 1987.
2. ↑  Tilskueren, 1887.
3. ↑  Oversat til engelsk ved Myles Striar og Lise Lange Striar.
4. ↑  Udgivet med vignetter af Erik Henningsen og Hans N. Hansen.